# 熱血麻雀宣言!AFTER5
『熱血麻雀宣言!AFTER5』 (ねっけつまーじゃんせんげん!アフターファイヴ) は1991年にビデオシステムがアーケード向けに発表した脱衣麻雀ゲームである。
このゲームは『アイドル麻雀放送局』（1988年。開発・販売はシステムサービス）、『麻雀ファンクラブ アイドル最前線』（1988年）、『麻雀夏物語』（1989年）、『麻雀大予言 このギャル占い師につき』（1990年3月）に続く、実写風グラフィックスで実在の人物に似た登場人物を脱がせるタイトルの第5弾である。本作の後『アイドル麻雀ファイナルロマンス』（1991年12月）がリリースされる。
なお、『対戦アイドル麻雀ファイナルロマンス2』（1995年4月）以降のタイトルは、「アイドル麻雀」の名を冠しているがグラフィックスはアニメ風である。ゲーム研究家としても知られるラジオパーソナリティーの★ヒジヤン★によると、本作と『アイドル麻雀ファイナルロマンス』は共通の基板を使用している。

## ゲームシステム
対戦相手は全部で6人。対戦前に地図上で場所を選択できる（オフィス・ホテル・病院・エアロビ教室・高等学校・ファーストフード店）。最初に着ている服（つまり脱衣前）はその場所にちなんだものとなる。ホテルを選択するとなぜかキャビンアテンダントの制服となる。
それぞれの対戦相手をクリアするには、原則として持ち点を奪うか3勝しなければならない。これとは別に、「好感度」という数値を100%にしてもクリアとなり、脱衣画面が見られる。プレイヤーが和了すると対戦相手が質問してくる。それに三択で答え、正しく答えれば好感度は大きく上昇する。対戦相手をクリアすると「一発勝負」に臨む。先ほどクリアした対戦相手と、点数無関係・上がればクリアの対局である。なお、ここで負ける(=対戦相手に上がられる)とゲームオーバー。
- 一人目（オフィス・ホテル・病院） - 持ち点10000点
- 二人目（エアロビ教室・高等学校・ファーストフード店）- 持ち点15000点
- 三人目（エアロビ教室・高等学校・ファーストフード店）- 持ち点20000点
- 四人目（オフィス・ホテル・病院）- 持ち点25000点
- 五人目（エアロビ教室・高等学校・ファーストフード店）- 持ち点30000点
- 六人目（オフィス・ホテル・病院）- 持ち点35000点